# Rockex

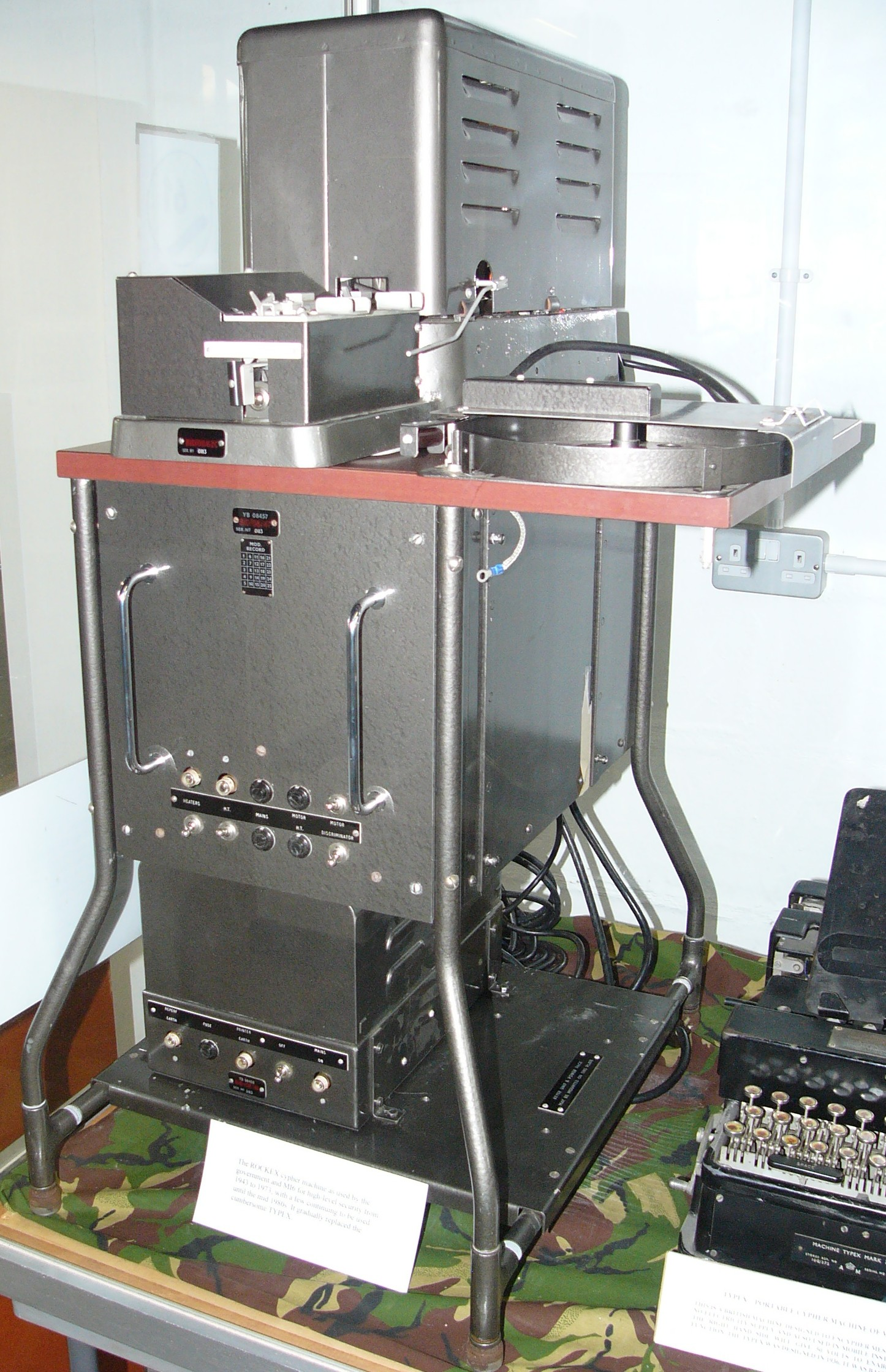
Exemplaire conservé à Bletchley Park.

Le Rockex aussi appelé Telekrypton est une machine de chiffrement utilisant le principe du chiffre de Vernam en service au Royaume-Uni et au Canada pendant la Seconde Guerre mondiale à partir de 1943.

## Historique
En 1943, les experts en matière de sécurité nationale ont effectué des recherches pour trouver de nouvelles technologies pour les machines de chiffrement. Cela a abouti à la création des projets initiaux pour la famille des machines Rockex et ainsi, le développement de ce système a permis au Government Code and Cypher School situé à Bletchley Park de franchir une nouvelle étape en matière de cryptographie et le projet a eu par la suite des répercussions sur la manière dont le gouvernement britannique a accueilli les nouvelles technologies de cryptographie et de cryptanalyse.

### Développement
Cette machine fut développée par Benjamin deForest Bayly (en) en 1943, un expert en communication travaillant pendant la Seconde Guerre mondiale pour le British Security Coordination,. Le Rockex fut basé sur le Telekrypton, une machine construite par les États-Unis par le Western Union Telegraph Company comme preuve du concept de l'algorithme du masque jetable. Cette dernière n'était pas un succès, principalement dû à sa taille beaucoup trop grande et à ses failles de sécurité. Bayly modifia et transforma le Telekrypton en plaçant plusieurs mécanismes analogues à celui d'une machine à écrire et le mécanisme d'écriture, qui a été formaté, comporta cinq groupes de lettres séparés par des espaces et a placé les 26 lettres de l'alphabet latin pour pouvoir écrire.
Plusieurs autres modèles ont vu le jour par la suite : le Mark II et les Mark III et IV.

## Mécanisme d'utilisation
Le Rockex utilisa le même principe dicté par le chiffre de Vernam. Un individu qui enverrait un message à une autre personne avec cette machine taperait tout d'abord le message sur un téléscripteur produisant une feuille de papier avec le message inscrit. Ensuite, cette feuille fut passée dans la machine Rockex et cette dernière mélangea ces deux données pour produire une version imprimée entièrement chiffrée.